# Dobrovody
Dobrovody (en ukrainien : Доброводи) est le site d'une ancienne ville néolithique située dans le raïon d'Ouman, dans l'oblast de Tcherkassy, en Ukraine. Dobrovody fut l'un des centres de la culture de Cucuteni-Trypillia au IVe millénaire av. J.-C.

## Description
Peuplée à son apogée de plus de 15 000 habitants pour une superficie d'environ 2,5 km2, avec des maisons disposées sur neuf ou dix cercles concentriques, Dobrovody fut l'une des plus grandes villes du Néolithique européen.